# Холл (округ, Техас)
Холл (англ. Hall County) — округ, расположен в США, штате Техас. Назван в честь министра обороны Республики Техас Уоррена Холла периода Техасской революции. По состоянию на 2000 год, численность населения составляла 3782 человека. Окружным центром является город Мемфис.
Знаменитое ранчо JA, основанное Джоном Адером и Чарльзом Гуднайтом, и простиравшееся на шесть округов, некогда держало здесь свои угодья.

## География
По данным Бюро переписи США, общая площадь округа равняется 2342 км², из которых 2339 км² суша и 3 км² или 0,11% это водоёмы.

### Соседние округа
- Бриско (запад)
- Донли (север)
- Коллингсуэрт (северо-восток)
- Котл (юго-восток)
- Мотли (юг)
- Чилдресс (восток)

## Демография
По данным переписи населения 2000 года в округе проживало 3782 жителей, в составе 1548 хозяйств и 1013 семей. Плотность населения была 2 человека на 1 квадратный километр. Насчитывалось 1988 жилых домов, при плотности покрытия 1 постройка на 1 квадратный километр. По расовому составу население состояло из 71,97% белых, 8,22% чёрных или афроамериканцев, 0,53% коренных американцев, 0,16% азиатов, 17,9% прочих рас, и 1,22 представители двух или более рас. 27,5% населения являлись испаноязычными или латиноамериканцами.
Из 1548 хозяйств 28,2% воспитывали детей возрастом до 18 лет, 53,7% супружеских пар живших вместе, в 9% семей женщины проживали без мужей, 34,5% не имели семей. На момент переписи 32,4% от общего количества жили самостоятельно, 19,6% лица старше 65 лет, жившие в одиночку. В среднем на каждое хозяйство приходилось 2,42 человека, среднестатистический размер семьи составлял 3,06 человека.
Показатели по возрастным категориям в округе были следующие: 27,2% жители до 18 лет, 6,8% от 18 до 24 лет, 22,1% от 25 до 44 лет, 22,4% от 45 до 64 лет, и 21,5% старше 65 лет. Средний возраст составлял 40 лет. На каждых 100 женщин приходилось 91,7 мужчин. На каждых 100 женщин в возрасте 18 лет и старше приходилось 86,5 мужчин.
Средний доход на хозяйство в округе составлял 23 016 $, на семью — 27 325 $. Среднестатистический заработок мужчины был 22 167 $ против 19 050 $ для женщины. Доход на душу населения был 13 210 $. Около 21,6% семей и 26,3% общего населения находились ниже черты бедности. Среди них было 39,8% тех кому ещё не исполнилось 18 лет, и 16,3% тех кому было уже больше 65 лет.

## Населённые пункты
- Лейквью
- Мемфис
- Терки
- Эстеллин

## Политическая ориентация
На президентских выборах 2008 года Джон Маккейн получил 73,58% голосов избирателей против 25,63% у демократа Барака Обамы.
В Техасской палате представителей округ Холл числится в составе 68-го района. С января 2013 года интересы округа представляет республиканец Дрю Спрингер из Манстера.

## Образование
Образовательную систему округа составляют следующие учреждения:
- школьный округ Мемфис
- школьный округ Терки-Китикуай
- школьный округ Чилдресс[5] (частично)